# Hendrik Vieth
Hendrik Vieth (* 28. Dezember 1981 in Leer; † 4. Juli 2012 ebenda) war ein deutscher Automobilrennfahrer. Er startete unter anderem in der deutschen Formel BMW und der Formel Renault. Besonders erfolgreich war Vieth in der deutschen Mini Challenge, in der er zwei Mal Vizemeister und einmal Champion wurde. 2012 startete er gemeinsam mit Nick Heidfeld beim 24-Stunden-Rennen auf dem Nürburgring.

## Karriere

### Kartsport (1994–1997)
Hendrik Vieth begann seine Motorsport-Karriere im Alter von 13 Jahren im Kartsport. Auf Anhieb wurde er Weser-Ems Meister in der Kadetten-Kart-Klasse, Norddeutscher Meister, Nordcup-Sieger und Dritter bei den Deutschen Meisterschaften.

### Formelsport (1998–2000)
Nach weiteren Erfolgen im Kartsport gelang Vieth im Jahre 1998 der Sprung in den Formelsport. Er startete in der deutschen Formel BMW ADAC sowie der deutschen und europäischen Formel Renault. In der Saison 2003 startete Vieth beim sechsten Rennwochenende der Formel 3 Euro Serie für das Opel Team KMS, bevor er den Formelsport verließ und zu den Tourenwagen wechselte.

### Tourenwagen (2004–2012)
2004 startete Hendrik Vieth mit Land Motorsport im deutschen Porsche Carrera Cup. Von 2005 bis 2008 pausierte Vieth mit dem Motorsport, um sich auf sein Maschinenbau-Studium zu konzentrieren. 2009 stieg er mit dem Team Gigamot in die deutsche Mini Challenge ein, in der er auf Anhieb erfolgreich war. Hendrik Vieth wurde zwei Mal Vizemeister und krönte sich in der Saison 2010 zum Champion. Im Jahr 2012 startete er gemeinsam mit Sascha Bert, Klaus Ludwig und Ex-Formel-1-Pilot Nick Heidfeld beim 24-Stunden-Rennen auf dem Nürburgring 2012. Nach einem Unfall schied das Quartett jedoch vorzeitig aus.

## Persönliches
Vieth verunglückte am 4. Juli 2012 bei einem unverschuldeten Motorrad-Unfall tödlich. Er wurde 30 Jahre alt und hinterließ seine Frau Sabina.

## Statistik

### Karrierestationen
| - 1994–1997: Kartsport - 1998: Deutsche Formel BMW - 1999: Deutsche Formel BMW - 2000: Deutsche Formel BMW - 2001: Deutsche Formel BMW (Platz 2) | - 2002: Formel Renault Eurocup - 2002: Deutsche Formel Renault (Platz 8) - 2003: Deutsche Formel Renault (Platz 2) - 2003: Formel-3-Euroserie - 2004: Porsche Carrera Cup (Platz 15) | - 2009: Mini Challenge Deutschland (Platz 2) - 2010: Mini Challenge Deutschland (Meister) - 2011: Mini Challenge Deutschland (Platz 2) |